# EVA Product Track 800 CDI
 (octobre 2020).
La Track 800 CDI est un modèle de motocyclette du constructeur néerlandais EVA Product.
Bien que possédant de nombreux avantages, la motorisation diesel n'a jamais réussi à s'imposer dans le milieu motocycliste.

C'est pourtant ce concept que tente de faire admettre la Track 800 CDI.
Le moteur est un trois cylindres en ligne turbocompressé de 800 cm³, équipant la gamme automobile Smart. Ce bloc est prévu pour fonctionner au diesel, avec un bio-carburant, ou à l'huile végétale. La puissance varie entre 40 et 54 chevaux et le couple entre 10 et 15 mkg, le tout à des régimes de rotation relativement bas.

Ce moteur a été choisi, d'une part pour sa consommation de 2,5 litres pour 100 km, mais aussi pour ses dimensions relativement contenues, permettant de conserver une moto compacte.
La transmission finale est assurée par un arbre et un cardan.
La fourche télescopique inversée et le monoamortisseur arrière proviennent du catalogue WP. Ces éléments ont des débattements respectivement de 200 et 210 mm.
Un réservoir de 50 litres et un freinage ABS sont disponibles en option.